# Edad de Oro del porno
La Edad de Oro del porno, o porno chic, se refiere a un período de 15 años (alrededor de 1969-1984) en la pornografía comercial estadounidense, que se difundió internacionalmente, en el que películas sexualmente explícitas experimentaron una atención positiva por parte de las principales salas de cine, críticos de cine y el público en general. Comenzó con el estreno de la película Blue Movie (1969), dirigida por Andy Warhol, y la película Mona (1970), producida por Bill Osco. Estas películas fueron las primeras películas eróticas para adultos que mostraban sexo explícito en ser estrenadas en los Estados Unidos. Ambas influenciaron la realización de películas como Garganta profunda (1972), protagonizada por Linda Lovelace y dirigida por Gerard Damiano, Detrás de la puerta verde, protagonizada por Marilyn Chambers y dirigida por los hermanos Mitchell, The Devil in Miss Jones (1973), también de Damiano, o The Opening of Misty Beethoven (1976), de Radley Metzger (considerada por el galardonado autor Toni Bentley como la «joya de la corona» de la Edad de Oro).
Después de menciones por parte de Johnny Carson en su popular programa Tonight Show y de Bob Hope, también en la televisión, Garganta profunda alcanzó un gran éxito de taquilla, a pesar de ser rudimentaria según los estándares convencionales. En 1973, la película (mejor lograda, pero aún de bajo presupuesto) The Devil in Miss Jones fue la séptima película más exitosa del año y fue bien recibida por los medios más importantes, incluyendo una reseña favorable del crítico de cine Roger Ebert. El fenómeno de la pornografía estaba siendo debatido públicamente por celebridades y tomado en serio por los críticos, un acontecimiento al que Ralph Blumenthal del New York Times se refirió como «porno chic», que comenzó por primera vez en la cultura estadounidense moderna. Se hizo evidente que los beneficios de taquilla de las películas eróticas para adultos de muy bajo presupuesto podrían financiar nuevos avances en los valores técnicos y de producción del porno, haciéndolo extremadamente competitivo con las películas de Hollywood. Existía la preocupación de que, si no se controlaba, la enorme rentabilidad de tales películas llevaría a Hollywood a ser influenciado por la pornografía.
Hasta entonces, miles de leyes y ordenanzas antiobscenidad estatales y municipales de Estados Unidos consideraban que participar en la creación, distribución o consumo de pornografía constituía una acción criminal. Las interpretaciones multijurisdiccionales de la obscenidad hicieron que estas películas fueran altamente susceptibles de ser enjuiciadas y penalmente responsables por obscenidad, lo que restringió enormemente su distribución y sus ganancias potenciales. Sin embargo, la decisión de 1973 de la Corte Suprema de los Estados Unidos en el caso Miller contra California, que limitó y simplificó la definición de obscenidad, provocó una reducción drástica de tales juicios en todo el país. La libertad en las licencias creativas, los mayores presupuestos y pagos de películas y una «mentalidad de Hollywood», contribuyeron a este período.
Sin embargo, con la creciente disponibilidad de videograbadoras para su proyección en privado en la década de 1980, las videocintas sustituyeron al cine como medio de distribución preferido para la pornografía, que rápidamente volvió a ser de bajo presupuesto y abiertamente gratuito, acabando con esta «Edad de Oro». La película Boogie Nights (1997), de Paul Thomas Anderson, narra el apogeo y declive de esta era.

## Antecedentes
Películas pornográficas eran producidas a principios del siglo XX con el nombre de «stag films» (que traduce «películas para hombres»), breves cortos mudos destinados a ser vistos en reuniones masculinas o en burdeles. En los Estados Unidos, la desaprobación social era tan grande que los hombres en ellas a veces intentaban ocultar su cara por medio de subterfugios, como usar bigotes falsos (utilizado en A Free Ride) o incluso enmascarándose. Muy pocas personas en tales películas eran identificadas, y a menudo se presume que los actores y actrices eran prostitutas o criminales. Se dice que el mafioso Vincent Drucci actuó en una película pornográfica realizada en 1924. Candy Barr, que apareció en el corto pornográfico mudo Smart Alec de 1951, fue virtualmente la única entre las que aparecieron en las películas «stag», habiendo alcanzado un grado de celebridad gracias a su participación.
En los Estados Unidos, a finales de los años sesenta, se producían regularmente películas pornográficas a pequeña escala y de manera semiclandestina. Después de responder a anuncios de periódicos de la ciudad de Nueva York en busca de modelos de desnudos, Eric Edwards y Jamie Gillis, entre otros, aparecieron en estas películas, que eran «bucles» mudos y en blanco y negro de baja calidad, a menudo destinadas a ser vistas en cabinas en las muchas salas  (generalmente en sex shops) que proliferaban en los alrededores de Times Square. Los productos de la industria pornográfica de la ciudad de Nueva York eran distribuidos por todo el país por Robert DiBernardo, figura del hampa, quien encargó la producción de gran parte de las películas de la llamada «Edad de Oro» realizadas en la ciudad de Nueva York. Aunque no fue la primera película para adultos que obtuvo un gran estreno en los cines de Estados Unidos, ninguna había logrado una audiencia tan masiva ni cambió tanto la actitud pública hacia la pornografía como Garganta profunda (1972).

## La era

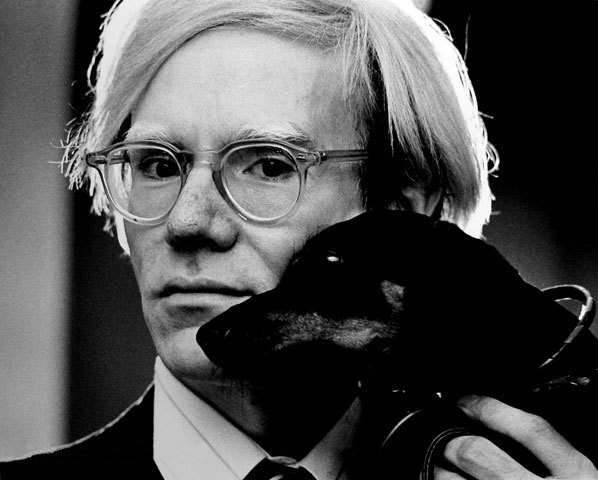
Andy Warhol

### Comienzos
Blue Movie de Andy Warhol, estrenada en 1969, y, más libremente, Mona, de Bill Osco, estrenada en 1970, fueron las primeras películas que mostraron escenas de sexo explícito que recibieron amplia distribución en los cines de Estados Unidos. A pesar de que Blue Movie involucraba relaciones sexuales, la película, protagonizada por Viva y Louis Waldon, incluía bastante diálogo sobre la guerra de Vietnam y otros varios quehaceres mundanos. Además de ser una película seminal en la «Edad de Oro del porno», Blue Movie, según Warhol, fue una de las principales influencias en la realización de El último tango en París, una película dramática erótica e internacionalmente controvertida, protagonizada por Marlon Brando y estrenada pocos años después de que Blue Movie fuera realizada.
La película Mona se diferenció de Blue Movie en que tenía más una trama: Mona (interpretada por Fifi Watson) le había prometido a su madre que seguiría siendo virgen hasta su inminente matrimonio. Más tarde, en diciembre de 1971, la película Boys in the Sand, una de las primeras películas eróticas para adultos, después de Blue Movie en 1969, que fue reseñada por la revista Variety, fue estrenada e inaugurada en cines de Estados Unidos y de todo el mundo. El título de la película es una referencia paródica a la obra de 1968 de Mart Crowley y a su adaptación cinematográfica de 1970, The Boys in the Band.

### Garganta profunda
La «Edad de Oro del porno» continuó en 1972 con Garganta profunda. Se estrenó oficialmente en el World Theater de la ciudad de Nueva York el 12 de junio de 1972 y fue anunciada en el New York Times bajo el título expurgado de Garganta. Después de que Johnny Carson hablara sobre la película en su programa de televisión nacional: 260–267  y Bob Hope también la mencionara en la televisión, Garganta profunda se volvió muy rentable y un éxito de taquilla, según una de las figuras detrás de la película. En su segundo año de lanzamiento, Garganta profunda no pudo alcanzar el top 10 de Variety. Sin embargo, para entonces, era a menudo presentada en una doble función junto con la más exitosa de las tres películas para adultos lanzadas entre 1972 y 1973, The Devil in Miss Jones, que superó con creces a Garganta profunda, a la vez que dejó a Detrás de la puerta verde en tercer lugar.: 211–212 

### The Devil in Miss Jones
La película de 1973 The Devil in Miss Jones ocupó el séptimo lugar en la lista Variety de las diez películas más taquilleras de 1973, a pesar de carecer del amplio despliegue y comercialización profesional de Hollywood y de haber sido prácticamente prohibida en todo el país durante la mitad del año (ver Miller contra California, a continuación).: 211–212  Algunos críticos han descrito la película como, junto con Garganta profunda, una de las «dos mejores películas eróticas jamás realizadas». William Friedkin calificó a The Devil in Miss Jones de «gran película», en parte porque era una de las pocas películas eróticas para adultos con una trama propiamente hablando. Roger Ebert se refirió a The Devil in Miss Jones como la «mejor» del género que había visto y le dio tres estrellas (de cuatro). Ebert también sugirió que los ingresos de taquilla de la película fueron inflados como una forma de blanquear los beneficios de las actividades ilegales, aunque tal método habría requerido que el crimen organizado pagara impuestos sobre sus ingresos obtenidos ilegalmente.: 144 
The Devil in Miss Jones fue una de las primeras películas que fueron aceptadas en el salón de la fama de la XRCO, entidad que agremia a libretistas y editores de la industria del sexo. La grabación sonora, la cinematografía y el argumento de The Devil in Miss Jones fueron de una calidad considerablemente superior a cualquier película pornográfica anterior. La protagonista, Georgina Spelvin, que había estado en la versión original del musical de Broadway de The Pajama Game, combinó escenas de sexo vigorosas con una actuación que algunos consideraron tan convincente como cualquier otra que pudiera verse en una buena producción convencional. Había sido contratada como encargada de cáterin, pero Gerard Damiano, el director de la película, quedó impresionado con su lectura del diálogo de Miss Jones, mientras audicionaba como actriz para el papel no sexual de «Abaca». Según la crítica de Variety, «Con The Devil in Miss Jones, las películas de porno duro se acercan a una forma de arte que los críticos pueden encontrar difícil de ignorar en el futuro». La reseña también describió la trama como comparable a la obra de Jean-Paul Sartre, A puerta cerrada,: 211  y luego describió la escena de apertura como «una secuencia tan eficaz que resaltaría en cualquier largometraje cinematográfico serio».: 211  Terminó diciendo: «Proyectar una película de esta calidad técnica en una casa de sexo estándar equivale a tirarla al basurero junto con la mayoría de las ofertas hardcore actuales».: 211 

### «Porno chic»
Un influyente artículo de cinco páginas en The New York Times Magazine en 1973 describió el fenómeno de que la pornografía fuera debatida públicamente por celebridades y tomada en serio por los críticos, un hecho al que Ralph Blumenthal del New York Times se refirió como «porno chic». Algunos expresaron la opinión de que las películas pornográficas continuarían extendiendo su acceso a los cines estadounidenses y la industria cinematográfica convencional se inclinaría hacia la influencia de la pornografía.

### Miller contra Californiade la Corte Suprema de Justicia de 1973
La decisión de la Corte Suprema de 1973 en el caso Miller contra California, redefinió la obscenidad de «totalmente sin valor social redentor» a «carece de un valor literario, artístico, político o científico serio». Básicamente, hizo que los estándares de la comunidad contemporánea fueran el criterio, sosteniendo que la obscenidad no estaba protegida por la Primera Enmienda. El fallo dio flexibilidad a los jueces locales para incautar y destruir las copias impresas de las películas condenadas por violar las normas de la comunidad local. La decisión Miller obstaculizó la distribución pornográfica.
The Devil in Miss Jones, así como Garganta profunda y Detrás de la puerta verde, fueron procesadas con éxito durante la segunda mitad de 1973. La decisión Miller de la Corte Suprema dejó a gran parte de los Estados Unidos fuera de la exposición de películas eróticas para adultos y muchas veces se prohibió totalmente. Las películas pornográficas nunca volverían a ocupar un lugar tan destacado en el negocio cinematográfico convencional, hasta la aparición del internet en los años noventa.

### Después de 1973
A raíz de la decisión de la Corte Suprema de poner las grandes ganancias de las taquillas fuera del alcance de las películas pornográficas, los progresos en la calidad de las películas ocurridos entre 1972 y 1973 no se mantuvieron. Con sus recursos financieros relativamente modestos, el paso previsto del crimen organizado a Hollywood no se materializó. Las películas pornográficas siguieron siendo un negocio altamente rentable y prosperaron durante el resto de los años setenta, lo que llevó al concepto de que las «estrellas» pornográficas iban ganando adeptos. El ostracismo de los actores pornográficos significaba que casi siempre utilizaran seudónimos. El hecho de haber aparecido en el porno solía poner fin a la esperanza de un actor de tener una carrera en el mundo del cine. Un indicio del resurgimiento aún posible fue el lanzamiento de Alicia en el país de las pornomaravillas (1976) favorablemente reseñada por el crítico de cine Roger Ebert en 1976, al parecer recaudó más de 90 millones de dólares en todo el mundo. Algunos historiadores consideran que The Opening of Misty Beethoven, basada en la obra Pygmalion de George Bernard Shaw (y su derivado, My Fair Lady), y dirigida por Radley Metzger, alcanzó el nivel de la cinematografía convencional tanto en la trama como en la escenografía. La película ha sido considerada, por el galardonado autor Toni Bentley, como la «joya de la corona» de la «Edad de Oro».
En general, después de 1973, las películas eróticas para adultos emularon los argumentos y las convenciones principales de la industria cinematográfica, simplemente para enmarcar las representaciones de la actividad sexual con el fin de preparar una defensa de «mérito artístico» contra posibles cargos de obscenidad. La industria cinematográfica para adultos se quedó estancada al nivel de las «películas de un día», terminadas por participantes contratados por un solo día. La pesada tecnología de la época significaba que rodar una escena sencilla tomara horas debido a la necesidad de que la cámara estuviera preparada para cada toma. Las actuaciones continuadas repetidas podrían ser requeridas en cualquier momento durante el curso de un día, lo que era un problema para los hombres sin el uso de fármacos modernos como el Viagra. La producción se concentró en la ciudad de Nueva York, donde se creía ampliamente que el crimen organizado tenía control sobre todos los ámbitos del negocio e impedía la entrada de competidores. Aunque sus presupuestos eran por lo general muy bajos, existe un nivel subcultural de valorización de las películas de esta época, producidas por un núcleo de una treintena de artistas, algunos de los cuales tenían otros trabajos. Varios eran actores que podían manejar el diálogo cuando era necesario. Sin embargo, algunos participantes se burlaron de la idea de que lo que hacían se calificaba como «actuar». A principios de la década de 1980, el ascenso del video doméstico había llevado al término la época en que la gente iba a los cines para ver sexo filmado en películas de 35 mm con valores de producción, culminando finalmente con el ascenso de internet en la década de 1990 y después.

## Crítica feminista
La «Edad de Oro» fue un período de interacciones entre la pornografía y la segunda ola del feminismo contemporáneo. Feministas radicales y culturales, junto con grupos religiosos y conservadores, atacaron la pornografía, mientras que otras feministas eran partidarias de la pornografía, como Camille Paglia, que definió lo que llegó a conocerse como feminismo prosexo en su obra Sexual Personae. Paglia y otras feministas prosexo o propornografía aceptaron el porno como parte de la revolución sexual con sus temas sexuales libertarios, tales como explorar la bisexualidad y el swinging, libres de interferencia gubernamental. La aprobación de las críticas femeninas fue esencial para la credibilidad de la breve era del «porno chic».

## Estrellas de la Edad de Oro
Entre los principales actores pornográficos de la primera parte del «Edad de Oro», la era «porno chic», se encuentran:
- Annette Haven
- Annie Sprinkle
- Bambi Woods
- Candida Royalle
- Desireé Cousteau
- Casey Donovan
- Eric Edwards
- George Payne
- Georgina Spelvin
- Gloria Leonard
- Harry Reems
- Herschel Savage
- Jamie Gillis
- Jennifer Welles
- Jessie St. James
- Joey Silvera
- John C. Holmes (alias Johnny Wadd)
- John Leslie
- Johnny Keyes
- Juliet Anderson (alias Aunt Peg)
- Kay Parker
- Linda Lovelace
- Marc Stevens
- Marilyn Chambers
- Marlene Willoughby
- Mike Horner
- Paul Thomas
- Rene Bond
- Rhonda Jo Petty
- Rick Cassidy
- Robert Kerman (alias R Bolla)
- Ron Jeremy
- Samantha Fox
- Seka
- Vanessa del Río
- William Margold

## Estrellas de la segunda ola
- Amber Lynn
- Angel Kelly
- Barbara Dare
- Billy Dee
- Christy Canyon
- Colleen Brennan
- Debi Diamond
- Erica Boyer
- Ginger Lynn
- Jack Wrangler
- Jeanna Fine
- Jerry Butler
- Karen Summer
- Keisha
- Kelly Nichols
- Lisa De Leeuw
- Lysa Thatcher
- Nina Hartley
- Ona Zee
- Peter North
- Porsche Lynn
- Randy West
- Ryan Idol
- Long Dong Silver
- Samantha Strong
- Shanna McCullough
- Sharon Mitchell
- Tom Byron
- Tracey Adams
- Traci Lords
- Veronica Hart

En el momento de la madurez de la segunda ola, las películas se rodaban cada vez más en video para su lanzamiento al mercado doméstico.
A medida que su popularidad aumentaba, también lo hacía el control de sus carreras. John Holmes se convirtió en el primer personaje pornográfico recurrente en la serie cinematográfica Johnny Wadd dirigida por Bob Chinn. Lisa De Leeuw fue una de las primeras en firmar un contrato exclusivo con una importante productora de adultos, Vivid Video y Marilyn Chambers trabajó en las principales películas, siendo una de las primeras de un escaso número de actores pornográficos crossover.

## Productores
Entre los principales productores durante la primera ola de la «Edad de Oro», la era «porno chic», se encuentran:
- Alex de Renzy
- Andy Warhol
- Bill Osco
- Chuck Vincent
- Gerard Damiano
- Mitchell Brothers (Artie y Jim)
- Radley Metzger (alias Henry Paris)

Con el auge del video, los estudios de cine pornográfico dominantes en el período de la segunda ola fueron VCA Pictures y Caballero Home Video.

## Películas de la época
Algunas de las películas eróticas para adultos más conocidas del período Adonis (USA, 1978)
- Barbara Broadcast (USA, 1977)
- Behind the Green Door (USA, 1972)
- Blue Movie (USA, 1969)
- Boys in the Sand (USA, 1971)
- Café Flesh (USA, 1982)
- Caligula (USA-IT, 1979)
- Candy Stripers (USA, 1978)
- Centurians of Rome (USA, 1981)
- Debbie Does Dallas (USA, 1978)
- Deep Throat (USA, 1972)
- High School Memories (USA, 1980)
- El Paso Wrecking Corp. (USA, 1978)
- Flesh Gordon (USA, 1974)
- Insatiable (USA, 1980)
- Inside Jennifer Welles (USA, 1977)
- Kansas City Trucking Co. (USA, 1976)
- L.A. Tool & Die (USA, 1979)
- Maraschino Cherry (USA, 1978)
- Memories In Miss Aggie (USA, 1973)
- Mona the Virgin Nymph (USA, 1970)
- Naked Came The Stranger (USA, 1975)
- Nightdreams (USA, 1981)
- Pretty Peaches (USA, 1978)
- Reel People (USA, 1984)
- Resurrection of Eve (USA, 1973)
- Score (USA, 1974)
- Sensations (NL, 1975)
- Spirit of Seventy Sex (USA, 1976)
- Taboo  (USA, 1980)
- Talk Dirty to Me (USA, 1980)
- The Cheerleaders (USA, 1973)
- The Devil in Miss Jones (USA, 1973)
- The Image (USA, 1975)
- The Opening of Misty Beethoven (USA, 1976)
- The Private Afternoons of Pamela Mann (USA, 1974)
- The Story of Joanna (USA, 1975)
- The Tale of Tiffany Lust (USA, 1979)
- Through the Looking Glass (USA, 1976)